# Ludgério da Silva
Ludgério de Almeida Santiago da Silva (Sao Tomé, 14 augustus 1986) is een Santomees voetballer. Hij begon zijn carrière bij FC Infesta en is momenteel clubloos.

## Statistieken
| Seizoen | Club                     | Land     | Competitie             | Duels | Goals |
| ------- | ------------------------ | -------- | ---------------------- | ----- | ----- |
| 2011/12 | FC Paços de Ferreira     | Portugal | Primeira Liga          | 0     | 0     |
| 2011/12 | → CF União               | Portugal | Segunda Liga           | 23    | 6     |
| 2012/13 | → CF União               | Portugal | Segunda Liga           | 24    | 4     |
| 2013/14 | → CF União               | Portugal | Segunda Liga           | 36    | 5     |
| 2014/15 | FC Onze Bravos do Maquis | Angola   | Girabola               | ?     | ?     |
| 2015/16 | CD Cinfaes               | Portugal | Campeonato de Portugal | ?     | ?     |
| 2016/17 | CD Cinfaes               | Portugal | Campeonato de Portugal | ?     | ?     |
| 2017/18 | SC Coimbrões             | Portugal | Campeonato de Portugal | ?     | ?     |
| Totaal  | Totaal                   | Totaal   | Totaal                 | 83    | 15    |